# Friedrich Tenner (Jurist)
Friedrich Tenner (* 31. Juli 1876; † 12. April 1960 in München) war ein deutscher Verwaltungsjurist, Bezirksamtsvorstand im Bezirksamt Gunzenhausen und Richter am Bayerischen Verwaltungsgerichtshof sowie Bayerischen Verfassungsgerichtshof.

## Leben
Nach dem Abitur studierte Friedrich Tenner Rechtswissenschaften an der Ludwig-Maximilians-Universität München, der Albert-Ludwigs-Universität Freiburg und der Friedrich-Alexander-Universität Erlangen-Nürnberg. Seit dem Studium war er Mitglied der Studentenverbindung Akademischer Gesangverein München im SV. Nach der ersten juristischen Staatsprüfung schloss sich der dreijährige Vorbereitungsdienst (Referendariat) an, den er beim Amtsgericht Regensburg, den Landgerichten Traunstein und München II und dem Bezirksamt Nürnberg absolvierte. Im Dezember 1902 folgte das Große juristische Staatsexamen. Nach einem Rechtspraktikum im Bezirksamt München kam er 1903 zur Regierung von Oberbayern. Zum Jahresbeginn 1906 wechselte er als Assessor zum Bezirksamt Eschenbach und blieb dort bis zum 16. September 1908, als er bei der Polizeidirektion München Verwendung fand. Beim Bezirksamt Gunzenhausen wurde er am 1. Mai 1920 zum Bezirksamtsvorstand gewählt und blieb bis zu seinem Weggang zur Polizeidirektion München am 31. März 1923 in diesem Amt. Er wurde Oberregierungsrat, Stellvertreter des Polizeipräsidenten und schließlich am 16. November 1929 Polizeidirektor. Diese Position wurde ihm im März 1933 entzogen. Am 1. Juli 1933 zum Oberverwaltungsgerichtsrat am Bayerischen Verwaltungsgerichtshof ernannt, übte er das Richteramt bis zu seinem Wechsel in das Bayerische  Staatsministerium für Unterricht und Kultur, wo er Referent für die Entnazifizierung war, aus. Zum Jahresbeginn 1947 kehrte er zum Verwaltungsgerichtshof zurück und blieb bis zu seiner Pensionierung im Amt. Von Februar 1948 an war er zugleich Richter am Bayerischen Verfassungsgerichtshof.

## Sonstiges
Tenner hatte im Hitler-Prozess in seiner Eigenschaft als stellvertretender Polizeipräsident ein Gutachten zu erstellen, das sich mit dem Hitlerputsch auseinanderzusetzen hatte. Er kam zu dem Ergebnis „Hitler […] ist heute die Seele der ganzen völkischen Bewegung. Er wird große Massen […] seiner Idee der NSDAP zuführen.“
Hitler wurde zu fünf Jahren Festungshaft verurteilt.
Mit der Begründung, dass bei einem Mann, „der so deutsch denkt und fühlt wie Hitler“ und der sich durch „rein vaterländischen Geist und edelsten Willen“ auszeichne, das Motiv des Verrats nicht aufrechterhalten werden könne, lehnte das  Gericht eine Ausweisung Hitlers nach verbüßter Haft, wie sie in  § 9 des  Republikschutzgesetzes zwingend vorgesehen war, ab.